# Why Nations Fail
Why Nations Fail: The Origins of Power, Prosperity, and Poverty är en bok av ekonomerna Daron Acemoğlu och James A. Robinson. Författarna fick tillsammans Nobelpriset i ekonomi 2024 med motiveringen ”för studier av hur institutioner formas och påverkar välstånd – De har hjälpt oss förstå skillnader i välstånd mellan länder för studier av hur institutioner formas och påverkar välstånd".
Boken är nära knuten till deras nobelpris och tillämpar insikter från institutionell ekonomi, utvecklingsekonomi och ekonomisk historia för att förstå varför nationer utvecklas på olika sätt. Baserat på ett stort antal historiska fallstudier visar boken hur vissa länder lyckas ackumulera makt och välstånd medan andra misslyckas.

## Sammanfattning

### Rika och fattiga länder - institutionernas betydelse
Boken ifrågasätter att geografiska faktorer skulle vara den grundläggande skillnaden mellan rika och fattiga länder. Man framhåller istället organisatoriska förhållanden och inte minst statens och institutionernas kvalitet, samt vems syfte staten och institutionerna tjänar. Så länge staten och institutionerna inte tjänar alla utan bara en exploaterande elit är det väldigt svårt att nå ekonomisk utveckling för hela nationen. Demokratin som tillväxtfaktor är också en central del i boken. 

### Andra tillämpningsområden
Boken kan också vara användbar som grund för kritiskt granskande av välutvecklade länders institutioners kvalitet, effekter av ekonomistyrningsmodeller och politisk utveckling efter välfärdssamhällets införande. Boken ger även perspektiv på "tigerekonomier" framför allt i Asien med bristande demokrati/institutioner och vilken framtid dessa har under olika omständigheter. Boken utgör en grund för kritik men också en möjlig plattform för vidare studier. 

### Bakgrund
Boken är resultatet av en syntes av många års forskning av Daron Acemoğlu, om teorin om ekonomisk tillväxt, och James Robinson, om ekonomierna i Afrika och Latinamerika, samt forskning av många andra författare. Den innehåller en tolkning av olika länders historia, både utdöda och moderna, utifrån en ny institutionell skola. Den centrala idén i många av författarnas verk är institutionernas avgörande roll för att nationellt uppnå en hög nivå av välfärd.
En tidigare bok av författarna, Economic Origins of Dictatorship and Democracy, hade liknande tema, men saknade den nya bokens genomgång av ett stort antal nutida och historiska exempel.

### Polemik mot geografisk ekonomisk teori
Författarna går in i en indirekt polemisk dispyt med författarna till andra teorier som förklarar global ojämlikhet:
- Jeffrey Sachs[7] och Jared Diamonds geografiska ekonomiska teori,[8]
- Abhijit Banerjee och Esther Duflos teori om elitens okunnighet,[9][10]
- Seymour Martin Lipset och hans moderniseringsteori,[11]

samt olika kulturteorier:
- David Landes med teori om den speciella kulturella strukturen hos invånarna i norra Europa[12]
- David Fischer med teori om den brittiska kulturens positiva inflytande[13]
- Max Weber med teori om den protestantiska etikens inflytande på ekonomisk utveckling.[14][15]

Den hårdaste kritiken får den geografiska teorin som anges inte bara vara "oförmögen att förklara inte bara global ojämlikhet i allmänhet", utan också det faktum att många länder har varit i stagnation under lång tid, och sedan, vid en viss tidpunkt, började en snabb ekonomisk tillväxt, även om deras geografiska läge inte förändrades.

### Simon Johnson
Simon Johnson var medförfattare till många av Acemoğlu och Robinsons verk och delade senare Nobelpriset med dem, men har inte medverkat i denna bok. Till exempel visade de i en artikel från 2002 genom statistisk analys att institutionella faktorer dominerar kultur och geografi för att fastställa BNP per capita i olika länder. De visade även i en artikel från 2001 hur dödligheten bland europeiska bosättare i kolonierna påverkade etableringen av institutioner och den framtida utvecklingen av dessa territorier.

## Översikt över bokens innehåll

### Förutsättningar för välfärdsutveckling

#### Jämförande studier
I denna del ges en beskrivning av gränsstaden Nogales som är uppdelad i två delar på amerikansk respektive mexikansk sida av en gränsmur. Författarna ifrågasätter orsakerna till den dramatiska skillnaden i levnadsstandard på vardera sidan om muren.
Boken fokuserar på hur vissa länder har lyckats uppnå höga nivåer av välstånd, medan andra konsekvent har misslyckats. Länder som har lyckats uppnå en hög nivå av välstånd har uppvisat en stabil hög ekonomisk tillväxt under lång tid. Det åtföljs av en ständig förändring och förbättring av teknologier – en process som kallas vetenskapliga och tekniska framsteg. 

##### Power and progress
Dessa aspekter om teknikens tillgänglighet för välståndet beskrivs ingående i Daron Acemoglu och Simon Johnsons senaste bok Power and progress. Boken är en ny tolkning av varför tekniken alltför ofta har gynnat eliten – och hur vi måste omforma utvecklingens väg för att skapa verkligt delat välstånd:
- Acemoglu, Daron; Johnson Simon (2024) (på engelska). Power and progress: Our Thousand-Year Struggle Over Technology and Prosperity (1st ed.). London: Basic Books. ISBN 978-1399804479. https://archive.org/details/power-and-progress/page/n15/mode/2up

#### Orsaker
I sökandet efter orsakerna till att vi i vissa länder observerar framsteg, medan andra verkar ha frusit i tiden, kommer författarna till slutsatsen att för att skapa förutsättningar för vetenskapliga och tekniska framsteg är det nödvändigt att skydda äganderätten för ett brett skikt av samhället och förmågan att få inkomster från sina företag och innovationer (inklusive patent på uppfinningar ).
Så fort en medborgare får ett patent blir han genast intresserad av att ingen annan patenterat en mer perfekt version av hans uppfinning, så att han för alltid kan få inkomst från sitt patent. Därför behövs för stabil utveckling en mekanism som inte tillåter honom att göra detta, eftersom han tillsammans med patentet får en betydande rikedom. Författarna kommer till slutsatsen att en sådan mekanism är pluralistiska politiska institutioner som tillåter breda delar av samhället att delta i att styra landet. I det här exemplet förlorar uppfinnaren av det tidigare patentet, medan alla andra vinner.

#### Pluralistiska institutioner
Med pluralistiska politiska institutioner fattas beslut som är fördelaktiga för majoriteten, vilket innebär att upphovsmannen till den tidigare uppfinningen inte kommer att kunna förhindra patent på en ny uppfinning, och därmed kommer det att ske en kontinuerlig förbättring av teknologin. Tolkningen av ekonomisk tillväxt som en ständig förändring av varor och teknologier föreslogs först av Joseph Schumpeter, som kallade denna process för kreativ förstörelse. Detta koncept implementerades i form av en ekonomisk modell av Philippe Aghion och Peter Howitt i Aghion–Howitt-modellen, där incitamentet för utveckling av nya produkter är monopolvinsten från deras produktion, som upphör efter att uppfinningen konkurreras ut av en bättre produkt.
Eftersom endast pluralistiska politiska institutioner med hjälp av sin ekonomiska makt kan garantera att ägarna av befintliga monopol, inte kommer att kunna blockera införandet av ny teknik, så är de enligt författarna en nödvändig förutsättning för landets övergång till långsiktig utveckling. En annan förutsättning är en tillräcklig nivå av centralisering av makten i landet, eftersom politisk pluralism i avsaknad av detta kan förvandlas till kaos. Den teoretiska grunden för författarnas arbete presenteras i en gemensam artikel med Simon Johnson, och författarna noterar också det stora inflytandet från Douglass Norths arbete på deras teorier.

#### Analys
Författarna underbygger sin ståndpunkt genom att analysera den ekonomiska utvecklingen i många moderna och redan försvunna länder och samhällen: USA; medeltida England och det brittiska imperiet; Frankrike; den venetianska republiken; den romerska republiken och det romerska riket; Österrike-Ungern; Ryska imperiet, Sovjetunionen och det moderna Ryssland; Spanien och dess många tidigare kolonier: Argentina, Venezuela, Guatemala, Colombia, Mexiko och Peru; Brasilien; kolonialperioden i den karibiska regionen; Mayacivilisationen; Natufisk kultur; det osmanska riket och det moderna Turkiet; Japan; Nordkorea och Sydkorea; Ming- och Qing-imperiet och det moderna Kina; sultanaterna Tidore, Ternate och Bakan, östaten Ambon och andra samhällen på det moderna Indonesiens territorium, och konsekvenserna av Nederländska Ostindiska kompaniets inverkan på dem; Australien; Somalia och Afghanistan; kungadömena Aksum och det moderna Etiopien; Sydafrika, Zimbabwe och Botswana; kungadömena Kongo och Kuba, och den moderna demokratiska republiken Kongo; staterna Oyo, Dahomey och Ashanti och det moderna Ghana; Sierra Leone; moderna Egypten och Uzbekistan. Recensenter noterar enhälligt rikedomen av historiska exempel i boken.

### Exploaterande och inkluderande institutioner

#### Politiska och ekonomiska institutioner
Enligt författarna spelas den avgörande rollen för länders utveckling av institutioner — en uppsättning formella och informella regler och mekanismer för att tvinga individer att följa dessa regler som finns i samhället. Acemoğlu  och Robinson delar in institutioner i två stora grupper: politiska och ekonomiska. 
Den första reglerar fördelningen av befogenheter mellan de olika myndigheterna i landet och förfarandet för bildandet av dessa organ, och den andra reglerar medborgarnas egendomsförhållanden. Begreppet som används av Acemoğlu och Robinson består i att motsätta sig två arketyper: de så kallade "exploaterande" och "inkluderande" typerna av ekonomiska och politiska institutioner, som i båda fallen förstärker och stödjer varandra.

#### Inkluderande institutioner
Inkluderande ekonomiska institutioner skyddar äganderätten inte bara för eliten utan för breda delar av samhället. De tillåter inte omotiverat alienation av egendom, och de tillåter alla medborgare att delta i ekonomiska relationer för att göra vinst. Under villkoren för sådana institutioner är arbetare intresserade av att öka arbetsproduktiviteten. De första exemplen på sådana institutioner är de ekonomiska handelskontrakten commenda i den venetianska republiken (förstadier till bolag) och patent på uppfinningar. Den långsiktiga existensen av sådana ekonomiska institutioner, enligt författarna, är omöjlig, utan inkluderande politiska institutioner som tillåter breda delar av samhället att delta i att styra landet och fatta beslut som är fördelaktiga för majoriteten.  
Dessa institutioner är grunden för alla moderna liberala demokratier. I avsaknad av sådana institutioner, när den politiska makten tillskansas av ett litet samhällsskikt, kommer den förr eller senare att använda denna makt för att få ekonomisk makt för att attackera andras äganderätt och därför förstöra inkluderande ekonomiska institutioner.

#### Exploaterande institutioner
Exploaterande ekonomiska institutioner utesluter stora delar av befolkningen från inkomstfördelningen från sin egen verksamhet. De hindrar alla, utom eliten, från att dra nytta av deltagande i ekonomiska relationer, som tvärtom tillåts att till och med alienera egendomen för dem som inte tillhör eliten.  Exempel inkluderar slaveri, livegenskap och encomienda. Inom ramen för sådana institutioner har arbetarna inget incitament att öka arbetsproduktiviteten, eftersom hela eller stora delar av den extra inkomsten kommer att dras in av eliten.  
Sådana ekonomiska institutioner åtföljs av exploaterande politiska institutioner som utesluter stora delar av befolkningen från att styra landet och koncentrerar all politisk makt i händerna på ett smalt samhällsskikt, till exempel adeln. Exempel är absoluta monarkier och olika typer av diktatoriska och totalitära regimer, men även auktoritära regimer som kan ha yttre inslag av demokrati genom konstitution och val. Dessa auktoritära regimer är utbredda i den moderna världen, där makten stöds av maktstrukturer: armén, polisen och beroende domstolar. 
Just det faktum att det är val i ett land betyder inte att dess institutioner inte kan klassificeras som exploaterande. I valet kan konkurrensen vara skådespel, kandidaternas möjligheter och deras tillgång till media är ojämlika, och röstningen kan ske med manipulationer. Valet blir här bara ett spektakel vars resultat är känt i förväg.

### Analys av olika länders ekonomiska utveckling
Acemoğlu och Robinson analyserar de faktorer som bidrar till framgång eller misslyckande för stater i sin bok. De hävdar att ofta citerade förklaringar som geografi, klimat, kultur, religion, ras eller politiska ledares okunnighet är otillräckliga.
För att stödja sina teser jämför författarna med fallstudier från olika länder. De lyfter fram exempel som Nord- och Sydkorea, där liknande faktorer ledde till olika ekonomiska resultat. De undersöker också gränsstäder för att analysera institutionella miljöers inverkan på välstånd.
Acemoğlu och Robinsons huvudargument är att inkluderande ekonomiska och politiska institutioner är avgörande för ekonomiskt välstånd. Inkluderande institutioner möjliggör ett brett deltagande i beslutsfattande och ger incitament för talang och kreativitet. Å andra sidan hindrar exploaterande institutioner, som gynnar en liten elit, ekonomisk tillväxt.
Författarna använder historiska exempel, som den ärorika revolutionen 1688 i Storbritannien, för att illustrera betydelsen av demokratisk pluralism för ekonomisk utveckling. De diskuterar också Kinas ekonomiska boom och tillskriver den en alltmer inkluderande ekonomisk politik.
Enligt Acemoğlu och Robinson kan ekonomisk tillväxt leda till förändringar i politiska institutioner. De varnar för att om Kina inte förbättrar sin politiska balans kan det stå inför en kollaps liknande den i Sovjetunionen på 1990-talet.

## Teorier
Boken utforskar två huvudsakliga teorier. Den första teorin undersöker de faktorer som driver demokratiska och diktatoriska regimer. Den andra teorin går djupare in i hur demokratiska regimer främjar ekonomisk tillväxt, medan diktatoriska regimer hindrar den.

### Drivkrafter för demokrati
Acemoğlu och Robinsons teori om drivkrafterna bakom demokrati bygger på deras tidigare arbete inom spelteori. Deras artikel undersöker den historiska demokratiseringen av Västeuropa och Latinamerika och belyser revolutionshotens roll och elitens önskemål om ekonomisk omfördelning i övergången till demokrati.
Författarna gör flera antaganden i sin spelteoretiska modell. De antar att samhället är uppdelat i en rik klass och en fattig klass, att regimer antingen är demokratiska eller odemokratiska och att människors preferenser enbart baseras på monetär omfördelning. De tar också hänsyn till människors oro för framtida omfördelning och fluktuationen i ett lands ekonomiska produktion. Dessutom strävar individer i samhället efter att maximera sin egen nytta.
I deras modell börjar ett land som ett odemokratiskt samhälle där en liten rik grupp kontrollerar rikedomen och styr över den fattiga majoriteten. De rika bestämmer skattesatsen och de fattiga kan antingen acceptera den omfördelning som erbjuds eller välja att göra uppror, vilket kommer med en kostnad. Resultatet av spelet beror på de rikas skatteförslag och de fattigas beslut om att göra uppror eller inte.
Demokratisering uppstår när de rika frivilligt ökar monetär omfördelning till de fattiga för att undvika revolution.
Analysen tyder på att det ständiga hotet om revolution motiverar de rika att demokratisera. Denna teori överensstämmer med en artikel av Clark, Golder och Golder, som diskuterar hur regeringar beslutar om de ska utnyttja eller skydda medborgare, baserat på fördelarna, medan medborgare kan välja att lämna, att förbli lojala eller att uttrycka sin oro genom protester. På samma sätt ger det här spelet också insikter i hur variabler som exit payoff, kostnad för att rösta och värdet av lojalitet förändrar statens beteende om huruvida de ska föregå eller inte.

### Hur demokrati påverkar ekonomiska prestationer
Den andra delen av Why Nations Fail utforskar sambandet mellan inkluderande politiska institutioner och ekonomisk tillväxt. Denna idé har tidigare diskuterats, i en artikel, av Acemoğlu och Robinson, med titeln Institutioner som den grundläggande orsaken till långsiktig tillväxt. Acemoglu och Robinsons teori förklarar de varierande nivåerna av ekonomisk utveckling i länder med hjälp av ett enda ramverk.
Politiska institutioner, liksom en konstitution, bestämmer den skriftliga fördelningen av politisk makt, medan fördelningen av ekonomiska resurser bestämmer den faktiska fördelningen av politisk makt. Både den skriftliga och faktiska fördelningen av politisk makt påverkar ekonomiska institutioner och hur produktionen bedrivs. De formar också framtida politiska institutioner. Ekonomiska institutioner bestämmer också fördelningen av resurser för framtiden. Detta ramverk är tidsberoende, eftersom dagens institutioner bestämmer morgondagens ekonomiska tillväxt och institutioner.
Till exempel, före den ärorika revolutionen 1688 i Storbritannien (Glorious Revolution), var den politiska makten i Europa, särskilt i England, koncentrerad i monarkens händer. De ökande vinsterna från internationell handel ledde dock till uppkomsten av en kommersiellt engagerad adel och en stigande handelsklass. Dessa grupper spelade en betydande roll i ekonomin och bidrog med en betydande del av skatteintäkterna till monarken. Som ett resultat började politiska och ekonomiska institutioner gynna köpmansklassen, vilket så småningom ledde till undergången av det monarkiska systemet i England och upprättandet av effektiva ekonomiska institutioner.
I en annan artikel med Simon Johnson vid Massachusetts Institute of Technology (MIT), kallad The Colonial Origins of Comparative Development: An Empirical Investigation,  använder författarna ett naturligt experiment i historien för att visa att olika institutioner resulterar i olika nivåer av ekonomisk tillväxt. De analyserar de institutionella val som gjordes under kolonialtiden av flera nationer och deras inverkan på dagens ekonomiska utveckling. Studien avslöjar att i länder där sjukdomsmiljön gjorde det svårt för kolonisatörer att överleva (hög dödlighet), etablerade de exploaterande regimer, vilket resulterade i dålig ekonomisk tillväxt, ännu idag. Omvänt, i regioner med lägre dödlighet, slog kolonisatörer sig ner och replikerade institutioner från sina hemländer, vilket framgår av den framgångsrika koloniseringen av Australien och USA. Därför har dödligheten bland koloniala bosättare, för hundratals år sedan, bestämt den ekonomiska tillväxten i dagens postkoloniala nationer, genom att sätta dem på divergerande institutionella vägar.
Teorin om interaktion mellan politiska och ekonomiska institutioner förstärks ytterligare av Acemoğlu, Johnson och Robinson i The Rise of Europe: Atlantic Trade, Institutional Change, and Economic Growth, som täcker Europas ekonomiska uppgång efter 1500. Tidningen visar att den transatlantiska handeln efter 1500 ökade vinsterna från handeln och därmed skapade en handelsklass som var i stånd att utmana den monarkiska makten. Genom regressionsanalys avslöjar författarna också en betydande interaktion mellan Atlanthandeln och politiska institutioner. Närmare bestämt hindrar närvaron av en absolut monark den ekonomiska effekten av Atlanthandeln. Detta förklarar varför Spanien, trots att de har tillgång till samma handel, släpat efter England i ekonomisk utveckling.
Acemoğlu och Robinson har förklarat att deras teori till stor del är inspirerad av Douglass North, en amerikansk ekonom, och Barry R. Weingast, en amerikansk statsvetare. I North och Weingasts avhandling 1989, Constitutions and Commitment: The Evolution of Institutions Governing Public Choice in Seventeenth-Century England, drar de slutsatsen att historiska vinnare formar institutioner för att skydda sina egna intressen. I fallet med the Glorious Revolution 1688 i Storbritannien etablerade den vinnande handelsklassen lagar om äganderätt och begränsade monarkens makt, vilket i huvudsak främjade ekonomisk tillväxt. Senare kallar North, Wallis och Weingast detta lag och ordning för öppen tillgång, i deras avhandling 2009 Violence and the Rise of Open-Access Orders. Med öppen tillgång, jämlikhet och mångfald i tanke – samhällen är mer kapabla att blomstra och vara framgångsrika.

## Mottagande
Recensionerna nedan är noterbara reaktioner riktade antingen direkt eller indirekt mot boken, författarna eller de argument som boken framför. 

### Kungl. Vetenskapsakademien
Kungl. Vetenskapsakademien återgav nedanstående motivering i sitt pressmeddelande den 14 oktober 2024:
| ” | När européerna koloniserade stora delar av världen förändrades de befintliga samhällsinstitutionerna, ibland dramatiskt. Men inte på samma sätt överallt. I vissa delar av världen var syftet att exploatera ursprungsbefolkningen och utvinna naturresurser för egen vinning. I andra fall handlade det om att forma inkluderande politiska och ekonomiska system till långsiktig nytta för europeiska emigranter. Årets pristagare har visat att en förklaring till skillnader i välstånd mellan länder är vilken form av samhällsinstitutioner som infördes när landet koloniserades. I länder som var fattiga vid tiden för koloniseringen infördes ofta inkluderande institutioner som på sikt resulterade i utbrett välstånd bland befolkningen. Det är en viktig orsak till att före detta kolonier som tidigare varit rika numera är fattiga och tvärtom. Vissa länder fastnar i en situation med exploaterande institutioner och låg ekonomisk tillväxt. Införandet av inkluderande institutioner skulle visserligen kunna skapa långsiktiga fördelar för alla. Men samtidigt ger de exploaterande institutionerna kortsiktig vinning till en härskande elit. Så länge det politiska systemet garanterar eliten fortsatt makt kommer ingen att lita på löften om framtida ekonomiska reformer. Det är enligt pristagarna anledningen till att ingen förbättring sker. Men oförmågan att ge trovärdiga löften om förändring till det bättre kan också förklara varför demokratisering ibland sker. Inför ett hot om revolution ställs eliten inför ett dilemma. Helst skulle den vilja behålla makten och bara försöka blidka massorna genom att utlova ekonomiska reformer. Men befolkningen kommer knappast att lita på att eliten inte återgår till det gamla systemet så fort situationen har lugnat ner sig. Det enda alternativet för eliten kan till sist bli att lämna över makten och faktiskt införa demokrati. – Att minska de stora inkomstskillnaderna mellan länder är en av vår tids största utmaningar. Pristagarna har visat hur viktiga samhällsinstitutioner är för att åstadkomma detta, säger Jakob Svensson, ordförande för Ekonomipriskommittén. | „ |

### Arvind Subramanian
Den indiske ekonomen Arvind Subramanian påpekar det potentiella problemet med omvänd kausalitet i Acemoğlu och Robinsons teori i sin publikation i The American Interest. Han hävdar att Why Nations Fail antar att politiska institutioner orsakar ekonomisk prestation, men moderniseringsteorin antyder att ekonomisk modernisering också kan leda till förbättringar i politiska institutioner. Boken tar inte upp varför detta alternativa perspektiv inte är giltigt. Men en artikel från 2001 av Acemoğlu och Johnson försöker besvara denna fråga med hjälp av ett tvåstegs regressionstest, som citeras i boken.
Enligt Subramanian misslyckas boken också med att förklara den senaste ekonomiska utvecklingen i Kina och Indien. Kina, under en auktoritär regim, har uppnått snabb ekonomisk tillväxt, medan det demokratiska Indien har halkat efter. Detta utmanar bokens teori om inkluderande och exploaterande politiska institutioner. Det är otillfredsställande att teorin inte kan förklara situationen för en så stor del av världens befolkning, och det är osannolikt att Kina eller Indien kommer att förändras, avsevärt, inom en snar framtid, enligt bokens förutsägelse.
Acemoğlu och Robinson kontrar att deras teori skiljer mellan politiska och ekonomiska institutioner och att det inte är politiska institutioner som direkt bidrar till tillväxt, utan snarare är det ekonomiska institutioner som formas av de politiska institutionerna. I Kina, noterar de, har politiska institutioner spelat en roll i att driva på ekonomiska reformer, sedan 1978, när Deng Xiaoping implementerade ”den öppna dörrens politik”. Detta stöder tanken att förändringar i politiska institutioner kan forma ekonomiska institutioner och påverka ekonomiska prestationer. Det förväntas att Kinas ekonomiska tillväxt även kommer att påverka dess politiska institutioner i framtiden. Men om Kina förblir en auktoritär regim, trots att det blir lika rikt som USA eller Tyskland, skulle det vara ett undantag från denna teori.
När det gäller Indien hävdar författarna att det finns en skillnad mellan inkluderande politiska institutioner och valdemokrati. Indiens politiska system har dominerats av kongresspartiet, och det finns problem med korruption, brottsanklagelser mot lagstiftare och kastbaserad ojämlikhet. Den dåliga kvaliteten på demokratin och bristfälliga politiska institutioner i Indien bidrar till dess dåliga ekonomiska institutioner och hindrar ekonomisk tillväxt.

### David R. Henderson
David R. Henderson skrev en allmänt positiv recension i Regulation  men kritiserade författarna för inkonsekvenser när det gäller en central regerings roll för att främja utveckling. Författarna tillskriver misslyckandet i stater som Afghanistan, Haiti och Nepal till bristen på en stark centralregering men anger att en svag regering kan vara gynnsam för tillväxt, som man kan se i exemplet med Somalia.
Henderson påpekar också två fel som författarna gjort angående USA. För det första anklagar de falskt "monopolister", som Rockefeller, för att vara exploaterande makt, när Rockefeller i verkligheten sänkte priset på olja för att ta marknadsandelar. För det andra förbiser amerikanska ekonomihistoriker mellan inbördeskriget och medborgarrättsrörelser, att sydstaterna faktiskt ideologiskt närmade sig nordstaterna.

### Francis Fukuyama
I sin artikel i The American Interest kritiserade Francis Fukuyama Acemoğlu och Robinsons argument för att likna en bok av North, Wallis och Weingast 2009. Fukuyama håller med om bokens slutsats att misslyckade ekonomier ofta beror på att institutioner gynnar eliten. Han menar dock att tillvägagångssättet förenklar frågan, genom att gruppera olika institutioner och göra felaktiga jämförelser mellan samhällen. Fukuyama håller inte heller med om de historiska bevis som används för att stödja argumentet. Han nämner specifikt att argumentet inte gäller det moderna Kina.
Acemoğlu och Robinson svarade på Fukuyamas kommentarer och angav att deras arbete bygger på och kompletterar Norths arbete.  För det andra försvarar de överförenklingen som ett sätt att analysera komplexa politiska institutioner. De tillskriver också Kinas ekonomiska tillväxt en viss grad av inkludering men förutspår att landet inte kommer att nå samma nivå av inkomst per capita som Spanien eller Portugal, med sina nuvarande exploaterande institutioner.

### Jared Diamond
I Jared Diamonds bokrecension i The New York Review of Books  säger han att bokens teori enbart fokuserar på institutioner och förbiser andra faktorer, som geografi. En fråga med författarnas argument är endogent: vad förklarar bra politiska institutioner, om de är orsaken till ekonomisk tillväxt? Diamond föreslår en teori om geografiska orsaker till utvecklingsskillnader, och jämför tropiska och tempererade områden. Han menar att skillnader i rikedom beror på väderförhållanden, såsom högre sjukdomsfrekvens och lägre jordbruksproduktivitet i tropiska områden. Diamond kritiserar också Acemoğlu och Robinson för deras snäva fokus på små historiska händelser, som the Glorious Revolution 1688 i Storbritannien, samtidigt som de ignorerar välståndet i Västeuropa.
Som svar på Diamonds kritik  svarar författarna att argumenten i boken tar hänsyn till geografiska faktorer men att geografin inte förklarar skillnader i utvecklingsnivå. Acemoğlu och Robinson ser geografi som en första faktor för ett land, men dess inverkan på utvecklingen bestäms av institutioner. De introducerar teorin om Reversal of Fortune, som förklarar hur tidigare fattiga länder, som USA, Australien och Kanada, har blivit rika, trots begränsade naturresurser. De förkastar också teorin om "resursförbannelsen", och betonar betydelsen av institutioner för att forma ett lands användning av dess naturresurser, genom historien.
Diamond höll inte med Acemoğlu och Robinsons svar och upprepade sitt argument om bokens felaktigheter. Han betonade betydelsen av geografiska faktorer för att bestämma ett lands rikedom eller fattigdom. Till exempel påpekade han att förekomsten av tropiska sjukdomar i Zambia leder till långvarig sjukdom bland manliga arbetare, vilket kraftigt minskar deras produktivitet. Diamond lyfte också fram hur geografin påverkar etableringen av lokala plantager och utvecklingen av forntida jordbruksmetoder. Dessa metoder formar i sin tur stillasittande livsstilar och sociala interaktioner, vilket i slutändan ger upphov till distinkta sociala institutioner och varierande ekonomiska resultat mellan nationer.
Diamonds recension var utdrag ur Marginal Revolution av ekonomen Tyler Cowen.

### Jeffrey Sachs
Enligt Jeffrey Sachs, en amerikansk ekonom, är det stora problemet med Why Nations Fail att den fokuserar, alltför snävt, på inhemska politiska institutioner och ignorerar andra faktorer, såsom tekniska framsteg och geopolitik. Till exempel spelar geografi en viktig roll när det gäller att forma institutioner och svaga regeringar i Västafrika kan ses som en konsekvens av de icke segelbara floderna i regionen. Sachs ifrågasätter också Acemoğlu och Robinsons antagande att auktoritära regimer inte kan motivera ekonomisk tillväxt. Flera exempel i Asien, däribland Singapore och Sydkorea, motbevisar lätt Acemoğlu och Robinsons argument om att demokratiska politiska institutioner är förutsättningar för ekonomisk tillväxt. Dessutom förbiser Acemoğlu och Robinson makroekonomiska faktorer som tekniska framsteg (t.ex. industrialisering och informationsteknologi).
Som svar på Sachs kritik svarade Acemoglu och Robinson, på sin bokblogg, med tolv specifika punkter. För det första, när det gäller geografins roll, är Acemoğlu och Robinson överens om att geografi är avgörande för att forma institutioner men erkänner inte geografins deterministiska roll för ekonomisk prestation. För det andra, när det gäller den positiva roll auktoritära regeringar kan spela för ekonomisk tillväxt, särskilt i fallet med Kina, kan den snabba ekonomiska tillväxten vara en del av inhämtningseffekten. Det betyder dock inte att auktoritära regeringar är bättre än demokratiska regeringar när det gäller att främja ekonomisk tillväxt. Det är fortfarande alldeles för tidigt, enligt Acemoğlu och Robinson, att dra en bestämd slutsats, enbart baserad på exemplet Kina. Sist, om industrialiseringen, hävdar de att industrialiseringen är beroende av institutioner. Baserat på Acemoğlu och Robinsons svar skrev Sachs ett motbevis på sin personliga hemsida.

### Paul Collier
Utvecklingsekonomen Paul Collier från University of Oxford recenserade boken för The Guardian. Colliers recension sammanfattar två väsentliga element för tillväxt från boken: för det första en centraliserad stat och för det andra inkluderande politiska och ekonomiska institutioner. Baserat på fallet med Kina kan en centraliserad stat dra ett land ut ur fattigdom, men utan inkluderande institutioner är sådan tillväxt inte långsiktig, som Acemoğlu och Robinson hävdar. En sådan process är inte naturlig utan sker bara när eliten är villig att avstå makten till majoriteten, under vissa omständigheter.

### Peter Forbes
Peter Forbes recenserade boken för The Independent: "Den här boken, av två amerikanska ekonomer, kommer girlanger av beröm av sina uppenbara förfäder – Jared Diamond, Ian Morris, Niall Ferguson, Charles C. Mann – och lyckas få med en stor känsla av historien, från upptäcktsresor till våra dagar." Förutom att sjunga lovord för boken, länkar Forbes bokens budskap och samtida politik i utvecklade länder som USA och Storbritannien. Även om de två länderna överlägset är några av de mest inkluderande ekonomierna i världen, är olika delar av dem till sin natur exploaterande – till exempel existensen av ett skuggbanksystem, av konglomerat och så vidare. Han varnar för exploaterande metoder, under sken av en inkluderande ekonomi.

### Warren Bass
Warren Bass recenserade boken för Washington Post och skrev: "Den är spänstig, prålig, väldigt ambitiös och i slutändan hoppfull. Den kan faktiskt vara lite av ett mästerverk." Trots sina applåder påpekar Bass också flera brister i boken. Först och främst är definitionen av exploaterande och inkluderande institutioner vag på ett sätt som inte kan användas i beslutsfattande. För det andra, även om Acemoğlu och Robinson är ambitiösa när det gäller att täcka fall av alla nationer genom historien, är detta försök föremål för granskning av regionala experter och historiker. Till exempel, deras beskrivning av det osmanska riket som "starkt absolutistiskt" kanske inte är korrekt, med tanke på nivån av tolerans och mångfald inom riket, jämfört med dess europeiska motsvarigheter.

### William Easterly
I en blandad recension av boken i Wall Street Journal stödde William Easterly allmänt sannolikheten i bokens avhandling men kritiserade bokens misslyckande med att citera existerande statistikbaserade bevis för att stödja giltigheten av de historiska fallstudierna. Till exempel, i bokens exempel om Kongo, är den angivna anledningen till att Kongo är utarmat, att Kongo ligger nära slavhandels-skick. Tillvägagångssättet för denna historiska fallstudie erbjuder bara en datapunkt. Easterly påpekar dessutom faran med efterhandsrationalisering att boken bara tillskriver institutioner olika utvecklingsnivåer på ett lite för snyggt sätt. Till exempel, för att förklara Venedigs fall, kan det vara den exploaterande regimen för tiden, men det kan också vara övergången från Medelhavshandel till Atlanthandel. Den historiska fallstudiemetoden kan vara partisk.

## Utmärkelser
- 2012 – Paddy Power And Total Politics Political Book Award (Internationella frågor)[45]
- 2012 – Financial Times och Goldman Sachs Business Book of the Year Award, finalist[46]
- Lionel Gelber-priset 2013, nominerad[47]
- 2013 – Arthur Ross Book Award, hedersomnämnande[48]

## Utgåva
- Acemoglu, Daron; Robinson James A. (2012) (på engelska). Why nations fail: the origins of power, prosperity and poverty (1st ed.). New York: Crown Publishers. Libris 12277916. ISBN 0307719219. https://ia601506.us.archive.org/27/items/WhyNationsFailTheOriginsODaronAcemoglu/Why-Nations-Fail_-The-Origins-o-Daron-Acemoglu.pdf
- Pocket tillgänglig i svensk handel (2024) ISBN 9781846684302